# Al-Mansur ben Bologhin
Pour les articles homonymes, voir Al-Mansur.
Al-Mansur ben Bologhin (? -995) a été le deuxième émir ziride régnant en Ifriqiya (règne 984-995).

## Biographie
Bologhine ibn Ziri, le père d'Al-Mansur, meurt en mai 984 au retour d'une campagne victorieuse contre les Zénètes et leurs alliés les califes omeyyades de Cordoue. Cette campagne lui a permis de prendre Fès et Sijilmassa mais il s'est arrêté devant Ceuta. Al-Mansur lui succède dans toutes ses attributions comme gouverneur du Maghreb et de l'Ifriqiya. Il confie le poste de gouverneur de Tahert à son oncle Abu al-Behar et celui d'Achir à son frère Itouweft.
Al-Mansur envoie son frère Itouweft vers le Maghreb al-Aqsa (le Maroc) pour reprendre les villes de Fès et de Sijilmassa que les Zénètes avaient reprises. Il subit une défaite devant Fès et revient à Achir. Cet échec fait qu'Al-Mansur renonce à toute campagne contre les Zénètes.
Al-Mansur se rend à Kairouan où il retrouve Abd Allah ibn al-Katib le gouverneur que son père avait mis en place. Il déclare aux notables de Kairouan venus le féliciter qu'il n'est « pas de ceux qu'on nomme d'un trait de plume pour les révoquer de même, car j'ai hérité ce royaume de mes pères et de mes aïeux. » Al-Mansur avait reçu une lettre du calife fatimide lui demandant de joindre le nom Abd Allah ibn al-Katib au sien pendant la khutba ce qui aurait signifié qu'il était désigné comme son successeur ; Al-Mansur en avait été très mécontent. Des dénonciations concernant Abd Allah ibn al-Katib parviennent à Al-Mansur. Son fils et lui-même mettent à mort Abd Allah ibn al-Katib et son fils au cours d'une promenade à cheval (987/988).
Les Kétamas se soulèvent à plusieurs reprises. La première de ces rébellions a été provoquée par un missionnaire (dâ`i) envoyé par les Fatimides en représailles du meurtre d'Abd Allah ibn al-Katib leur homme de confiance. Celui-ci commença à lever des troupes. Le calife fatimide envoie deux ambassadeurs qui lui donnent l'ordre de ne rien entreprendre contre les Kétamas. En réponse, Al-Mansur les force à l'accompagner dans sa campagne contre les Kétamas. Al-Mansur châtie les révoltés avec une grande sévérité. Et place cette tribu sous l'administration de fonctionnaires sanhadjas. Les deux ambassadeurs ayant assisté à cette répression féroce sont alors renvoyés au Caire pour en faire le récit au calife. C'est à cette époque qu'Al-Mansur confie le gouvernement d'Achir à son frère Hammad.
En 989, Abu al-Behar, oncle d'Al-Mansur et gouverneur de Tahert, se révolte, mais à l'approche de son neveu il s'enfuit vers le Maghreb. Al-Mansur renonce à la poursuite faute de vivres. Il confie le gouvernement de Tahert à son frère Itouweft. Abu al-Behar fait appel aux Omeyyades de Cordoue, et leur envoie son fils comme otage,. En retour le chef kétama de la région de Fès, reçoit l'ordre de seconder Abu al-Behar. Ces alliés parviennent à se rendre maîtres de la ville de Fès. Au cours de l'année 992, Abu al-Behar  se querelle avec ses alliés, il revient à Kairouan où Al-Mansur le reçoit avec les honneurs et lui rend son gouvernement de Tahert.
Al-Mansur meurt en 995 ou fin mars 996, son fils Badis lui succède.